# فرانك أوكونور
فرانك أوكونور (ولد باسم مايكل فرانسيس أودونوفان؛ 17 سبتمبر 1903 - 10 مارس 1966) مؤلف ومترجم أيرلندي. كتب الشعر (الأصل والترجمات من الأيرلندية)، والأعمال الدرامية، والمذكرات، والأعمدة الصحفية والمقالات حول جوانب الثقافة والتاريخ الأيرلنديين، والنقد، والروايات الطويلة والقصيرة، والسيرة الذاتية، وكتب السفر. وهو معروف على نطاق واسع بقصصه القصيرة التي يزيد عددها عن 150 ومذكراته. تم تسمية جائزة فرانك أوكونور الدولية للقصة القصيرة تكريماً له.

## حياته
نشأ في كورك، وكان الطفل الوحيد لميني (ني أوكونور) ومايكل أودونوفان. التحق بمدرسة القديس باتريك في جاردينر هيل. حيث تأثر بمعلمه دانيال كوركري، وتعرف على اللغة والشعر الأيرلنديين في فصل دراسي لكوركري. التحق لاحقًا بمدرسة دير الشمال للأخوة المسيحيين.

## روابط خارجية
- فرانك أوكونور على موقع IMDb (الإنجليزية)
- فرانك أوكونور على موقع الموسوعة البريطانية (الإنجليزية)
- فرانك أوكونور على موقع مونزينجر (الألمانية)
- فرانك أوكونور على موقع ميوزك برينز (الإنجليزية)
- فرانك أوكونور على موقع قاعدة بيانات برودواي على الإنترنت (الإنجليزية)
- فرانك أوكونور على موقع إن إن دي بي (الإنجليزية)
- فرانك أوكونور على موقع ديسكوغز (الإنجليزية)
- فرانك أوكونور على موقع قاعدة بيانات الفيلم (الإنجليزية)